# ۱۰۴۵ (میلادی)
۱۰۴۵ (میلادی) هزار و چهل و پنجمین سال تقویم میلادی است.

## درگذشتگان
‎